# 章宗祥
章宗祥（1879年—1962年10月1日），字仲和，浙江吴兴荻港（今湖州南浔区和孚镇） 人。中华民国政治人物。

## 生平

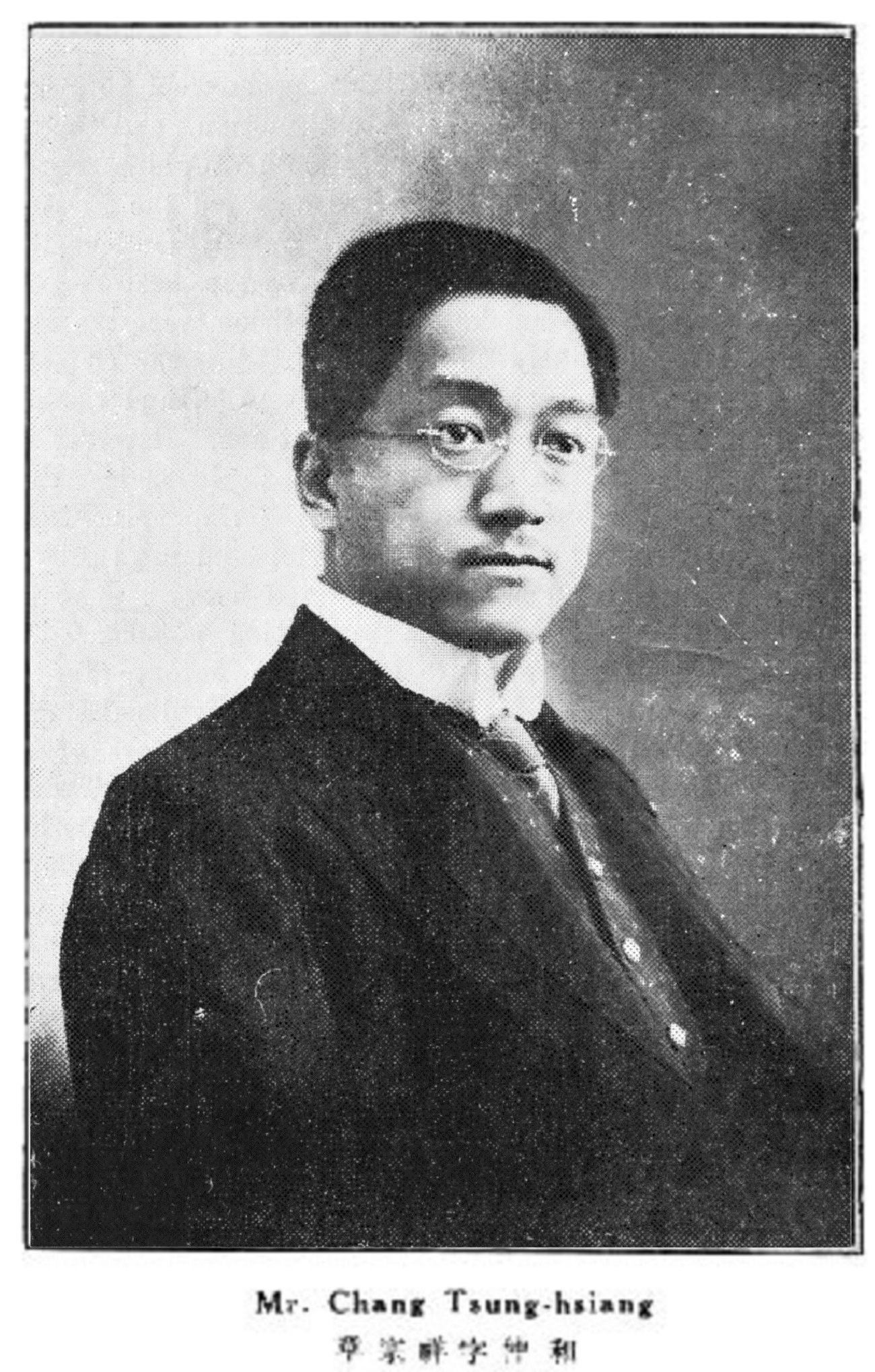

章宗祥本為清朝秀才，清光绪二十五年（1899年）留学日本，先入第一高等学校，后入东京帝国大学法科，并结识了曹汝霖。后获明治大学法学士学位。在日本期间，他曾参加译书汇编社。光绪二十九年（1903年）回国，在北京京师大学堂任教，清廷赐进士出身。他曾历任進士館教習、修订法律馆纂修官、农工商部候补主事、民政部财例局提调等职务。1905年（光緒31年）他和董康共同翻译了日本的刑法；同年，兩人在修訂法律館的工作上，提出了《刑律草案稿本》，是中國第一部由國家擬就的現代刑法典，但從未成為正式法律。后来他帮助商部尚書載振编纂商法，又升任憲政編査館編制局副局長。1907年（光緒33年），徐世昌就任東三省总督，他作为随从跟随赴任。1909年（宣統元年），他任北京内城巡警厅丞。1910年3月31日，汪精衛謀殺攝政王載灃未果被捕，根據與汪一同被捕的革命黨人黃復生回憶，他們被捕之初在區員警署，然後轉到民政部下章宗祥任廳丞的內城警署，由於該案“若交刑部，必處大辟”，章宗祥欲救汪精衛，便建議該案不交刑部，而由民政部處理。是時，民政部尚書為較開明的肅親王善耆，欣賞汪精衛，以不可激起民黨仇恨為由向載灃說項，最後只判汪精衛終身監禁。此後，章宗祥历任法律編纂局編修、内閣法制院副使。1911年（宣統3年）10月辛亥革命爆发后，他作为唐紹儀的随从参加南北议和，后來唐绍仪被辞职，章宗祥便辞官，1912年1月8日，取得批准。
中華民国成立後，章宗祥任总統府秘書兼法制局局長。1912年（民国元年）7月，他被发表为陸徵祥内閣司法总長，但未获得批准，遂改任大理院院長。1914年（民国3年）2月，他被任命为孫宝琦臨時内閣司法总長。
翌年，袁世凱称帝，章作为司法总長，否定了籌安会的違法性。袁世凱死後的1916年（民国5年）6月末，章宗祥接替陆宗舆改任駐日公使，到日本赴任。在日本，他和西原龜三进行交涉以缔结西原借款，并同日本政府缔结軍事協定。他还承认了日本方面在山東半島的权益。他还和陸宗輿一起就对德国宣战向段祺瑞進言。
1919年（民国8年）巴黎和会上山東問題成为中国关心的焦点问题。由于对日本采取让步态度，章宗祥、曹汝霖、陸宗輿被中国舆论纠弹。同年五四運動中，曹汝霖的宅邸被学生焚毁，史称火烧赵家楼。当时归国后正在曹宅訪問的章宗祥被学生殴打致脑震荡。6月10日，章宗祥、曹汝霖、陸宗輿被免職。
以後，章宗祥从政界引退，转入实业界，任中華滙業銀行（中日合办的銀行）总理、北京通商銀行总理。北洋政府倒台後，他長期寓居青島。1942年（民国31年）3月，他应王揖唐之邀，任華北政務委員会諮詢委員。后来他还任電力会社的董事長。抗日战争结束後，他被国民政府逮捕，未受裁判即被释放，后移居上海。中華人民共和国成立後，他留在上海。
1962年10月1日，章宗祥病逝于上海。享年84岁。